# Decapre
Decapre (en japonés: ディカープリ, Dikāpuri; en ruso: декабрь) es un personaje de videojuego de la saga Street Fighter que apareció por primera vez en la tercera versión del juego Street Fighter IV (Ultra Street Fighter IV). Este personaje fue revelado el 16 de marzo de 2014.

## Apariencia
La apariencia de Decapre se asemeja a la de Cammy, su traje es de una Shadaloo Doll y utiliza una máscara azul para cubrir la parte izquierda de su rostro la cual esta quemada. Su cabello es rubio platino muy largo, y usa coletas largas como Cammy. En los cómics UDON, se muestra su cara quemada en el lado izquierdo. Decapre lleva un par de dagas retráctiles, originalmente, simplemente, garras, que ella utiliza como armas. Su figura corporal es exuberante al igual que Cammy o al parecer un poco más voluptuosa que Cammy.

## Historia

### Super Street Fighter IV OVA
Decapre, junto con las otras Shadaloo Dolls, es atacada por Juri en una montaña utilizada como base secreta de Shadaloo y fue derrotada fácilmente. Fue colocada en una cápsula de éxtasis y llevada en un avión junto a las otras Dolls por Juri quien las llevaba a Seth a un lugar desconocido para que este pueda llevar a cabo sus experimentos con las Dolls.
Estas cápsulas de éxtasis se pueden ver más tarde en Super Street Fighter IV y posteriores iteraciones en Desmoronamiento en el escenario de Seth, aunque la identidad de los ocupantes no son claramente visibles.

### Ultra Street Fighter IV
Decapre se despertó de un letargo inducido dentro de una cápsula de éxtasis por uno de los empleados del SIN, que su liberación del control mental de Bison. Como ella despierta, Decapre tiene flashbacks de ser llevado por Shadoloo. Ella también tiene escenas retrospectivas sobre Cammy también. En un ataque de rabia inducida por el odio-, ella usa sus dagas para romper abierto la cápsula de éxtasis y las hojas, y prometió matar a Cammy. 
Decapre persigue, no obstante, su directriz principal que es matar a Seth. Ella lo ha derrotado, y está de pie sobre su cuerpo inconsciente, preparado para "ponga fin totalmente objetivo prioritario" cuando es interrumpido por Cammy. Decapre va una vez más beserk y ataca a Cammy, decidido a matar ella- pero repentinamente incapacitado por el fracaso de su cuerpo rápidamente expirar. Como Cammy trata de ayudarla, Decapre quita su máscara, dejando al descubierto su rostro horriblemente marcado y el origen de su odio. M. Bison entonces aparece y le dice a Cammy que nunca fue coincedence, y que Decapre se va a morir, pero algunos ganga quizás se podría hacer. Decapre decide celebrar su mano para Cammy y le dice a Cammy que está bien, similar a lo que Cammy dice Decapre antes de ser llevada a su cápsula de éxtasis. M. Bison toma entonces Decapre de distancia. De vuelta en su cápsula de éxtasis, Decapre luego dice en sus pensamientos, "Está bien. Su hermana mayor está aquí."

## Otros datos
- gusta: perros.
- odia: Cammy y la ambigüedad.
- pasatiempos: Reparación de maquinaria de precisión.
- medidas: se desconoce.